# 赤水村 (臺灣)
23°51′25.5″N 120°37′45.1″E / 23.857083°N 120.629194°E

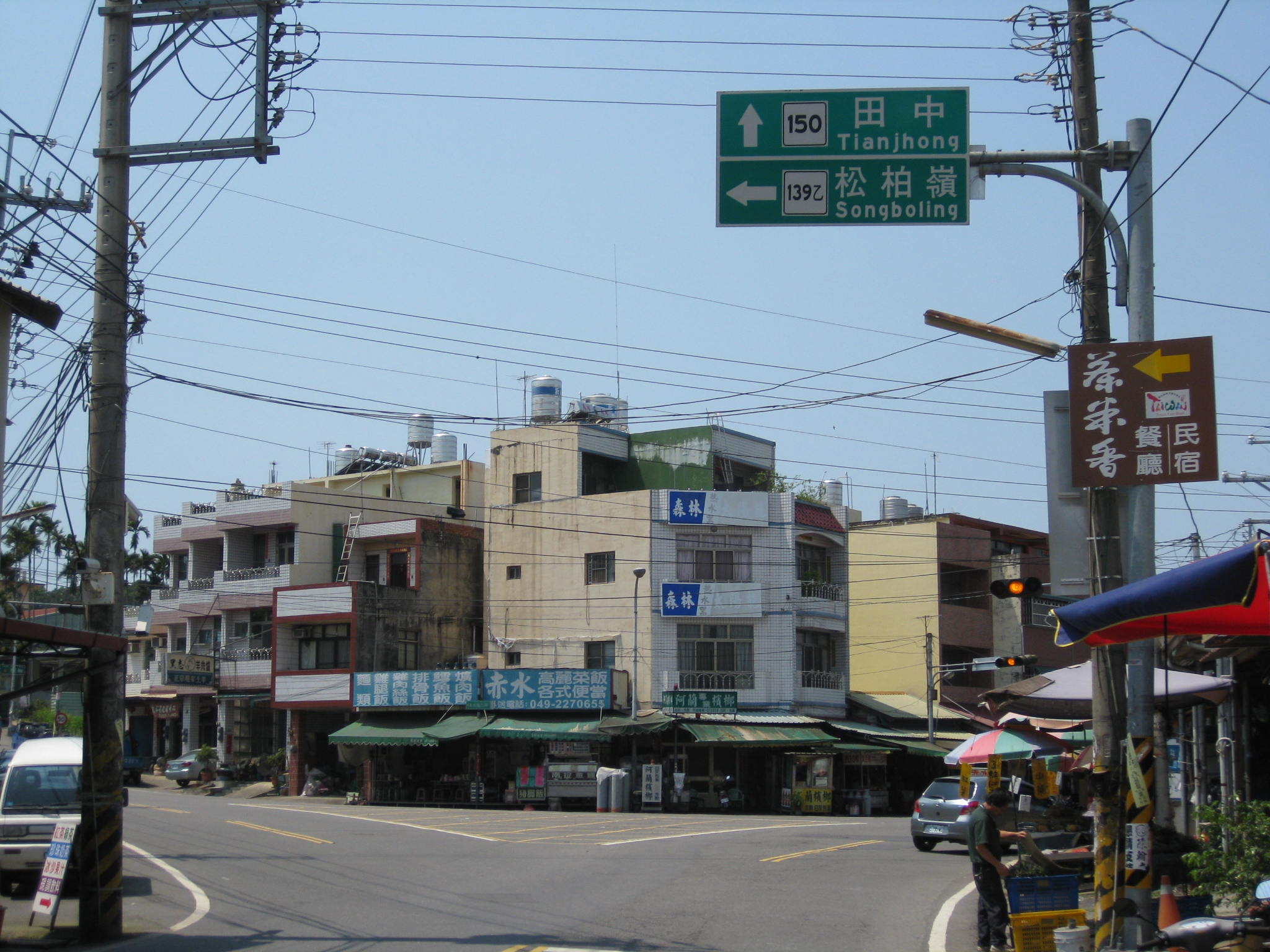
赤水聚落位在縣道139乙（左）與縣道150（右）交叉口。

赤水村，臺灣村落，位在南投縣名間鄉西境，受當地的地形與紅色土壤的影響，每逢雨季，雨水落在紅土上，便會呈現紅色的流水，見此狀而故名「赤水」。
赤水村位在名間鄉西境，座落八卦台地赤水面與大庄面之上，在赤水聚落的南北兩側皆可見河階崖，地勢由北向南增高，抵赤水聚落為全村最高，海拔約320公尺左右，再往南則是弓鞋面，全皆屬河階地形，故於公路行經會呈緩坡而上。赤水村地勢呈東麓為緩坡向台中盆地止；西麓為陡峭的斷崖，使縣道150線向田中方向，自赤水開始，道路迅速陡降且急彎，導致行車危及。赤水面是屬頭嵙山層地質，因八卦台地的表層遭紅土化，具有別於周邊地形之獨特性，故被劃作八卦山層。除農田可見紅土，在河階崖亦有少數露頭處可見，其餘大多被廢耕或荒地生成之雜草及樹林所遮蔽。
位在赤水村的北境，錦鋅、瓦厝是沿縣道139乙線發展，聚落呈線狀分布，海拔約295～300公尺，座落大庄面之上，向南越過河階崖，抵達在南境的赤水，海拔已達320公尺，座落赤水面之上，聚落是沿著街道、公路向清山寺、井仔頭方向延伸，並向南跨境竹圍村內，是呈現線狀分布，也是村內的聚落發展規模較大，這是因縣道150線、縣道139乙線與出林虎路行經，要居交通來往田中、名間、南投的聚集地，市場、商家也在此設立。另外，在赤水村北境的土地公崎、皮子寮，聚落則是呈塊狀分布。赤水村的產業是以種茶、薑為農。茶業主要栽種青心烏龍茶，是名間鄉盛產之茶種，其次是金萱茶，故於公路兩旁景觀多見是茶園。得利於位置、氣候之賜，日治時期便已經出現種茶的歷史，最初是種植青心烏龍茶為單一茶種。